# أركادي توباييف
أركادي توباييف مواليد 1 أغسطس 1971 في تومار، كازاخستان، هو ملاكم محترف كازاخستاني. شارك في دورة الألعاب الأولمبية الصيفية سنة 1992.

## روابط خارجية
- أركادي توباييف على موقع أوليمبيديا (الإنجليزية)